# Chaetosphaeridiales
Chaetosphaeridiales là một bộ tảo. Có 9 loài thuộc bộ này, gồm 5 chi và 1 họ Chaetosphaeridiaceae.